# Celedonio
San Celedonio (m. ca. 3 de marzo de 298) fue un soldado romano; decapitado por profesar el cristianismo, es mártir de la Iglesia católica y, junto con san Emeterio, patrón de la ciudad de Santander y de su diócesis (Cantabria) y de Calahorra (La Rioja), donde murió.
Emeterio y Celedonio, posiblemente hermanos, servían en la ciudad riojana a finales del siglo III; pudo ser en la persecución de Diocleciano o en la de Valeriano cuando fueron encarcelados y puestos ante la alternativa de renunciar a su fe o abandonar la profesión militar.
Fueron encarcelados en el lugar llamado Casa Santa, torturados y finalmente decapitados en el arenal del río Cidacos en las afueras de Calahorra, lugar donde más tarde se levantó la actual catedral; de ahí su extraño emplazamiento, extramuros de la ciudad. El relato afirma que las cabezas de los santos llegaron a la ciudad de Santander (Cantabria) a bordo de una barca de piedra y fueron custodiadas por una comunidad de monjes que allí vivía. También es posible que las cabezas llegaran a Santander para ser protegidas de la invasión musulmana, una vez ésta llegó a la zona del valle del Ebro. Las cabezas reposan hoy en día en la actual catedral construida sobre la antigua abadía de tiempos de Alfonso II. El resto de los cuerpos se veneran en la Catedral de Calahorra y procesionan por sus calles todos los 3 de marzo, 15 de mayo y 31 de agosto.
Conocidos como los Santos Mártires, Celedonio y Emeterio son patronos de Calahorra (apareciendo en su escudo), Santander, de su diócesis y otros pueblos de Cantabria como San Pedro del Romeral, una de las cuatro villas pasiegas; festejándose el día 3 de marzo y 31 de agosto. En Rioseco de Santiurde, un pequeño pueblo próximo a Reinosa, se celebra esta festividad los días 30 y 31 de agosto.

## Parroquias bajo su advocación
En la provincia de Burgos: Río Quintanilla.
En Cantabria:
Noja, y Samano. En la provincia de Navarra: Cizur Menor.